# 何彦军
何彦军（？—），男，中华人民共和国外交官，曾任中國海地貿易發展辦事處代表、驻斯特拉斯堡总领事和中华人民共和国驻科摩罗联盟特命全权大使。

## 生平
何彦军毕业于外交学院。1985年，进入中华人民共和国外交部工作，先后在驻中非大使馆、驻马赛总领事馆、驻法国大使馆、驻贝宁大使馆、驻加蓬大使馆和外交部干部司、外交部办公厅、外交部非洲司、中央外办任职。2012年至2013年，在法国国立行政学院学习。2014年4月，出任中国海地贸易发展办事处代表。2015年4月，出任中华人民共和国驻斯特拉斯堡总领事。2017年10月，出任中华人民共和国驻科摩罗联盟特命全权大使。2022年12月，自驻科摩罗大使离任。

## 荣誉

### 外国勋章奖章
- 绿新月骑士勋章（科摩罗，2022年12月6日颁发[4]）